# Oliviero Prunas
Oliviero Prunas (Roma, 14 ottobre 1940 – Lucca, 3 dicembre 2014) è stato un attore e imprenditore italiano.

## Biografia
Figlio di un ambasciatore, Prunas esordì ventenne come attore in La dolce vita di Fellini, dove interpreta il figlio del principe. Negli anni successivi ottenne delle parti anche in Dolci inganni, Vacanze alla baia d'argento e Dieci italiani per un tedesco (Via Rasella). Chiuse la sua carriera dopo aver recitato assieme a una giovanissima Catherine Spaak nei film La voglia matta e Diciottenni al sole.
Negli anni settanta entrò nel mondo della finanza diventando rappresentante in Italia del banchiere francese Edmond de Rothschild. A metà anni ottanta combinò l'acquisto di una quota della Banca Tiburtina dalla BNL presieduta da Nerio Nesi e ne assunse la vicepresidenza. Da qui iniziò una veloce carriera dirigenziale nelle banche romane che passò dal Credito Fondiario al Banco di Santo Spirito fino alla vicepresidenza della Banca di Roma presieduta da Pellegrino Capaldo e Cesare Geronzi.
La sua carriera nella finanza si interruppe a inizio degli anni novanta quando fu coinvolto nelle inchieste di Tangentopoli e arrestato per concorso in corruzione dopo otto mesi di latitanza.

## Filmografia
- La dolce vita, regia di Federico Fellini (1960)
- Dolci inganni, regia di Alberto Lattuada (1960)
- Vacanze alla baia d'argento, regia di Filippo Walter Ratti (1961)
- Diciottenni al sole, regia di Camillo Mastrocinque (1962)
- La voglia matta, regia di Luciano Salce (1962)
- Dieci italiani per un tedesco (Via Rasella), regia di Filippo Walter Ratti (1962)